# Keser

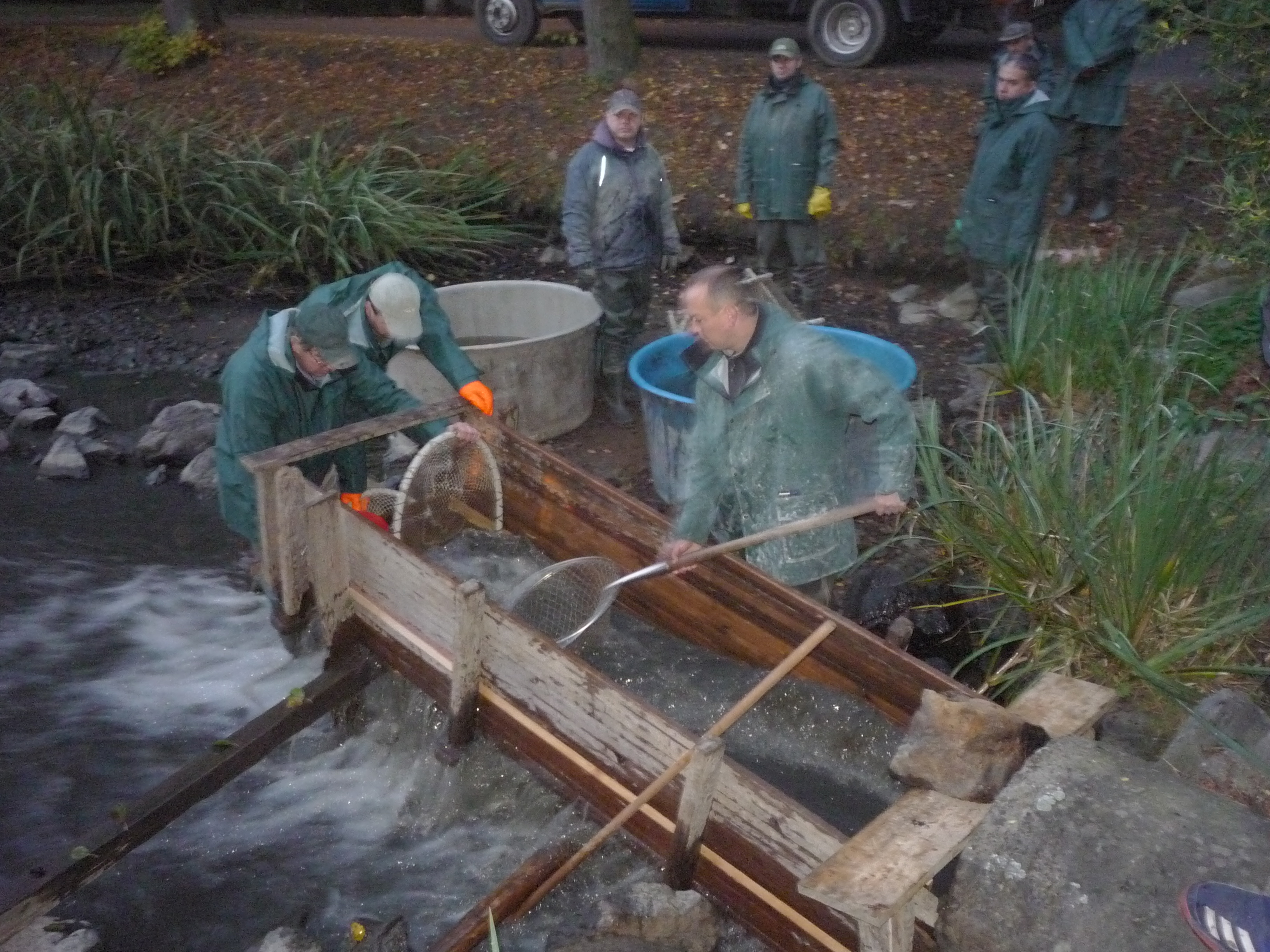
Práce s keserem (výlov rybníka Hastrman, Havlíčkův Brod, 2020)

Keser je mělká rybářská síť pytlovitého tvaru s krátkou násadou, která slouží k manipulaci s rybami. Bývá upevněna na rámu kruhového nebo obdélníkového tvaru. Keseru podobný podběrák se užívá k vylovení zdolané ryby.

## Původ slova
V němčině se tento typ sítě nazývá Kescher, případně Käscher.

## Rčení
Rčení užívané ve starší češtině běžet jak s keserem je vykládáno tak, že s keserem je nutno jít rychle, aby ryba bez vody nezahynula. Méně známý význam je kasat se na něco, hrnout se na něco.
V české krásné literatuře jsou známé Havlíčkovy verše v Křestu svatého Vladimíra, kdy po Perunových urážlivých slovech
| „                                         | Dráb se dlouho nezdržoval, hledal honem díru a hned běžel jak s keserem k caru Vladimíru. | “ |
| — K. H. Borovský: Křest svatého Vladimíra |                                                                                           |   |

Ze významnějších autorů toto rčení užili např. Karel Václav Rais nebo Ignát Herrmann.